# Langues en Libye
La langue officielle de facto de la Libye est l'arabe standard moderne. La majorité de la population, soit environ 90 %, parle l'une des nombreuses variétés de l'arabe comme langue maternelle, notamment l'arabe libyen. mais aussi l'arabe égyptien et l'arabe tunisien.
D'autres langues sont parlées en Libye tel le berbère, le tedaga et le grec, en plus des langues des communautés immigrées.

## Langues locales

### Arabe

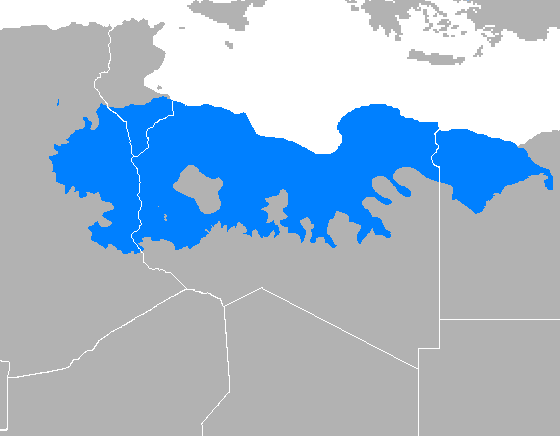
Aire de locution de l'arabe sulaymite (carte ne prenant pas en compte les aires berbérophones)

La Libye connait une diglossie entre les variétés littérales et dialectales de la langue arabe. L'arabe standard moderne est la langue officielle du pays tandis que l'arabe classique sert aux usages littéraires et liturgiques.
Les dialectes arabes de Libye appartiennent au groupe des parlers sulaymites, qui comprend également les parlers de l'est du Sahara algérien, du sud de la Tunisie et de l'ouest de l'Égypte. Il se subdivise en deux variétés principales, l'une orientale en Cyrénaïque, l'autre occidentale en Tripolitaine et au Fezzan, en plus d'une troisième variété transitionnelle dans le centre du pays, dans les régions de Sebha, Misratah, Syrte et Djoufrah, en plus du parler tripolitain distinct.
Des dialectes judéo-arabes de type préhilalien (en), éteints, étaient également parlés par les communautés juives de Libye, aujourd'hui émigrées principalement en Italie et en Israël et ayant respectivement adopté l'italien et l’hébreu en tant que langues maternelles.

### Berbère

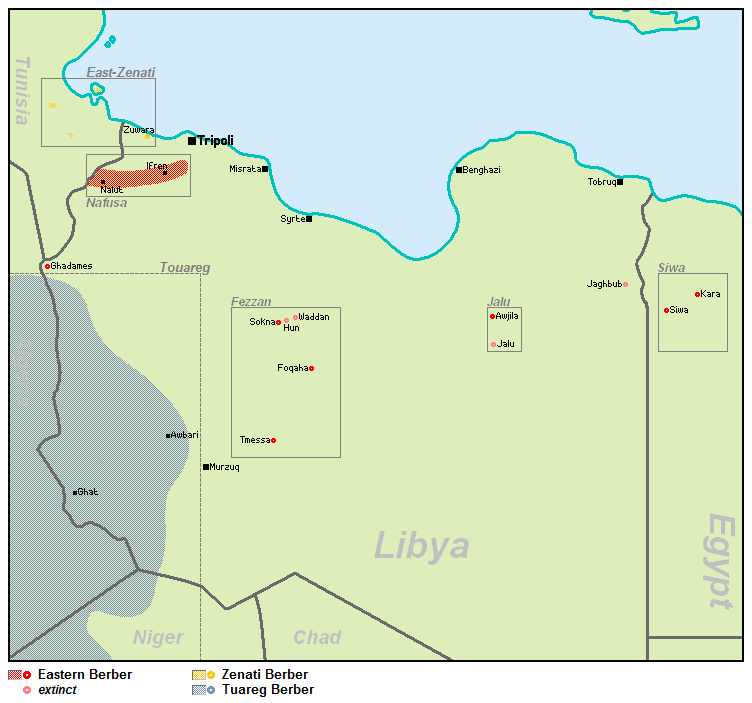
Aires de locution des dialectes berbères en Libye

Outre l'arabe, plusieurs langues berbères sont parlées en Libye par environ 600 000 locuteurs. Le plus important groupe de locuteurs est concentré dans la Tripolitaine. Il s'agit du berbère nafusi dans le Djebel Nafusa, ainsi que le Zouara de la ville du même nom sur la côte nord-ouest. Elles sont également parlées dans certaines oasis telles que Ghadamès, Awjila et Sawknah. Le tamahaq est parlé par les Touaregs.
L'ancien président Mouammar Kadhafi a nié l'existence des Berbères en les considérant comme un groupe ethnique distinct et un « produit du colonialisme » créé par les Occidentaux pour diviser la Libye. La langue berbère n'a pas été reconnue et enseignée dans les écoles et il a été interdit en Libye de donner aux enfants des noms berbères,.
Après les récents soulèvements en Libye, le Conseil national de transition a montré une ouverture vers la langue berbère. La chaîne indépendante rebelle « Libya TV », basée au Qatar, a inclus la langue berbère et son alphabet tifinagh dans certains de ses programmes.

### Autres langues
La langue indo-iranienne domari est parlée par environ 33 000 locuteurs et la langue saharienne tedaga, par quelques milliers de personnes.
La langue grecque est parlée par un nombre inconnu de locuteurs en Cyrénaïque par une partie des descendants de Grecs musulmans (localement appelés Gritlis) établis dans la région à la fin du XIXe siècle.

## Langues étrangères

### Anglais
La présence de l'anglais en Libye remonte a l'Administration militaire britannique de 1943 a 1951.
L'anglais est la langue étrangère la plus répandue dans les affaires et à des fins économiques, parlée également par la jeune génération. De plus, des milliers de jeunes professionnels libyens ont été formés dans les universités au Royaume-Uni et en Irlande.

### Italien
La présence de l'italien en Libye remonte a la Libye italienne, Lors de l'occupation du territoire par l'Italie de 1911 a 1943. De ce fait, l'italien est toujours connu en partie par certaines personnes âgées.

### Français
La présence du français en Libye remonte à l'occupation de la France du Territoire du Fezzan, une portion de l'actuelle Libye administrée par la France de 1943 et 1951.
Après la guerre civile libyenne et l'intervention militaire de la France, le français a commencé pour la première fois à être populaire parmi la jeune génération. Pour cette raison, la France va encourager l'enseignement de la langue française en Libye.